# Oblastní rada Bik'at ha-Jarden
Oblastní rada Bik'at ha-Jarden (hebrejsky מועצה אזורית בקעת הירדן‎ - mo'aca ezorit Bik'at ha-Jarden nebo mo'aca ezorit Arvot ha-Jarden, anglicky Bik'at HaYarden Regional Council) je administrativní část izraelského distriktu Judea a Samaří, v jeho východní části podél Jordánského údolí.

## Geografie
Rozkládá se na území Západního břehu Jordánu, který Izrael dobyl v roce 1967 během Šestidenní války. Většina zdejších izraelských osad vznikla už koncem 60. a během 70. let 20. století. Jordánské údolí totiž patřilo mezi oblasti, kde došlo k zakládání izraelských osad nejdříve. Takzvaný Alonův plán předpokládal jeho cílené osidlování a anexi. Mělo zde dojít ke vzniku dvou souvislých pásů izraelských osad. Jeden podél silnice číslo 90 (takzvaná Gándhího silnice), hlavní severojižní dopravní osy Jordánského údolí, druhý o něco dál na západě, na okraji prudkých svahů Samařské hornatiny, kudy byla vedena takzvaná Alonova silnice.
Oblastní rada sdružuje 21 menších izraelských osad tomto regionu. Město Ma'ale Efrajim sice leží v stejném regionu, ale protože má statut místní rady (tedy menšího města), pod jurisdikci oblastní rady Bik'at ha-Jarden nespadá.

## Dějiny a pravomoci
Samotná Oblastní rada Bik'at ha-Jarden vznikla roku 1979. Starostou je David Alchejni (דוד אלחייני). Oblastní úřady sídlí v komplexu Šlomcijon, umístěném při silnici číslo 90 jižně od vesnice Masu'a. Oblastní rada má velké pravomoci zejména v provozování škol, územním plánování a stavebním řízení nebo v ekologických otázkách.
Počátkem 21. století nebylo území oblastní rady Bik'at ha-Jarden zahrnuto do Izraelské bezpečnostní bariéry.

## Seznam sídel
Kibucy:
- Gilgal
- Niran

Mošavy:
- Argaman
- Beka'ot
- Gitit
- Chamra
- Masu'a
- Mechola
- Mechora
- Na'ama
- Netiv ha-Gdud
- Peca'el
- Ro'i
- Šadmot Mechola
- Tomer
- Jafit
- Jitav

Společné osady:
- Chemdat

Malé neoficiální osady („outposty“):
- Maskijot
- Mevo'ot Jericho
- Rotem
- Eliša

Poznámka: Tyto malé neoficiální osady nejsou většinou izraelskou vládou uznávány jako samostatné obce, třebaže jejich obyvatelé usilují o to, aby výhledově získaly takový statut. Mnoho dalších takových osad existuje v blízkosti stávajících osad a bývá považováno za jejich čtvrti.

## Demografie

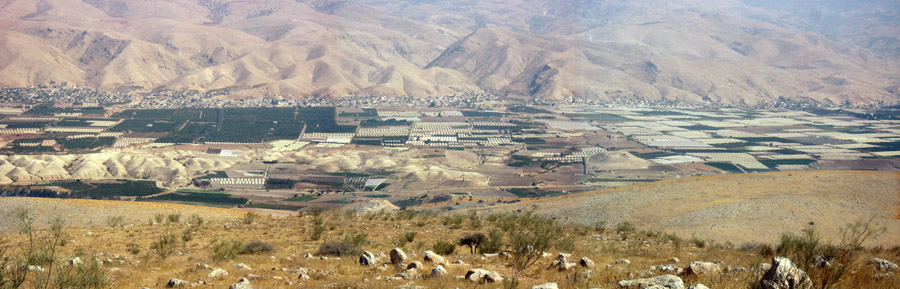
Pohled do údolí z pevnosti Sartaba (Alexandreion)

V oblasti ve velkých blocích demograficky a územně dominují izraelské osady, protože palestinská populace je v Jordánském údolí nepočetná (s výjimkou města Jericho). Ani izraelská populace ale není příliš velká a dlouhodobě stagnuje. Zdejší osídlení sestává z menších sídel vesnického typu. K 31. prosinci 2014 žilo v oblastní radě Bik'at ha-Jarden 4200 obyvatel. Z celkové populace bylo 4100 Židů. Včetně statistické kategorie „ostatní“ tedy nearabští obyvatelé židovského původu, ale bez formální příslušnosti k židovskému náboženství jich bylo 4200. Dalších přibližně 1400 žije ve městě Ma'ale Efrajim.
| Rok            | 1983  | 1995  | 2008  | 2009  | 2010  | 2011  | 2012  | 2013  | 2014  |
| -------------- | ----- | ----- | ----- | ----- | ----- | ----- | ----- | ----- | ----- |
| Počet obyvatel | 2 100 | 2 600 | 3 300 | 3 400 | 3 600 | 3 600 | 3 800 | 3 900 | 4 200 |